# Arrhenopterum
Arrhenopterum es un género de musgos hepáticas de la familia Aulacomniaceae. Comprende 2 especies descritas y aceptadas.

## Taxonomía
El género fue descrito por Johannes Hedwig y publicado en Species Muscorum Frondosorum 198–199, pl. 46, f. 1–9. 1801.

## Especies aceptadas
A continuación se brinda un listado de las especies del género Arrhenopterum aceptadas hasta diciembre de 2014, ordenadas alfabéticamente. Para cada una se indica el nombre binomial seguido del autor, abreviado según las convenciones y usos.	
- Arrhenopterum heterostichum Hedw.
- Arrhenopterum illecebrum (Hedw.) Steud.